# Luthereiche Alt-Vinnhorst
Die Luthereiche Alt-Vinnhorst in Hannovers Stadtteil Vinnhorst wurde im Jahr 1883 vor der früheren Schule des Dorfes Vinnhorst gepflanzt. Gebäude und Fläche stehen heute in Privateigentum. Als Naturdenkmal wird sie unter der Nummer ND-H 250 geführt. Nach seiner Art gehört der Baum zu den Stieleichen (Quercus robur) und steht in der Nähe des Bahnhofes von Vinnhorst in einem Dreieck, das die Straßen Alt-Vinnhorst und Wischkämpe bilden.
Die Stadt Hannover hatte den Baum im Jahr 1990 unter der Nummer ND-HS 45 unter Schutz gestellt. Die nach dem Niedersächsischen Kommunalverfassungsgesetz inzwischen für die Aufgaben der unteren Naturschutzbehörde zuständige Region Hannover ordnete die Naturdenkmale für ihr Gebiet im Jahr 2010 neu, hob die bisherigen Verordnungen der Kommunen auf, erließ für die meisten der bisherigen Naturdenkmale eine neue (Sammel-)Verordnung und begründete die Unterschutzstellung dieses Baumes in der neuen Verordnung mit dieser Beschreibung:
Der Baum markiert den Kreuzungspunkt von 2 Straßen. Er hat eine kuppelförmige, breite Krone, die ihre Umgebung überragt.
und nannte als Schutzzweck
Die Eiche ist ein besonders großer, schöner, das Ortsbild prägender Baum. Sie wurde am 10. November 1883 vom Lehrer Mohrhoff und einer Schulklasse zu Ehren des 400. Geburtstags von Martin Luther vor dem Vinnhorster Schulhaus gepflanzt. Daher wird sie auch ‚Luthereiche‘ genannt.
Den Standort beschreibt die Verordnung:
Stadtteil Vinnhorst, in der Straßengabelung Alt Vinnhorst und Wischkämpe
nennt als Flurdaten
Hannover-Vinnhorst, Flur 3, Flurstück 106/3
und verwendet die Bezeichnung: 
Eiche auf dem Grundstück Alt-Vinnhorst 64 („Luthereiche“).
Im Frühjahr 2021 bietet sich dieses Bild: Der Baum ist nicht erkennbar baumpflegerisch behandelt. Er steht in einem kleinen mit Wildkräutern bestandenem Garten in etwa dreieckiger Form. Dieser ist mit einer etwa ein Meter hohen Umzäunung zu den gepflasterten Bürgersteigen abgegrenzt. Auf dieser Gartenfläche steht in etwa gut einem Meter von der Straße Alt-Vinnhorst entfernt ein hölzerner Pfahl, an dem senkrecht die häufig in Niedersachsen verwendete Naturdenkmal-Plakette aus Metall mit dem Text „Naturdenkmal“ angebracht ist. Auf der oberen Seite ist der Pfahl abgeschrägt, darauf ist ein Schild festgeschraubt, auf diesem steht in grüner Schrift auf weißem Untergrund in Großbuchstaben dieser Text:
Luthereiche. / Anlässlich des 400jährigen / Geburtstages von / Martin Luther / wurde 1883 / vor dem zweiten / Vinnhorster Schulhaus / eine Eiche gepflanzt. AK Stadtteilgeschichte Vinnhorst.
Pfahl und Informationsschild schufen Mitglieder des Arbeitskreises Stadtteilgeschichte Vinnhorst im Jahr 1997.
Zahlreiche Luthereichen wurden in Deutschlands evangelisch-lutherisch geprägten Regionen aus Anlass des 400. Geburtstags von Martin Luther (1483–1546) gepflanzt, so auch vor der erst zwanzig Jahre vorher an dieser Stelle entstandenen Schule des Dorfes Vinnhorst. Die frühere Dorfschule ist heute ein Baudenkmal.
Die Unterschutzstellung der Luthereiche hatte der Bezirksrat des Stadtbezirks Hannover-Nord im Jahr 1989 mit Zustimmung aller Fraktionen bei der Stadt Hannover angeregt. Diesem Wunsch folgte die Stadt Hannover durch die Verordnung vom 17. Mai  1990.
Die Mitglieder des Vinnhorster Arbeitskreises Stadtteilgeschichte kontrollierten mehrmals den Stammumfang der Luthereiche in einer Höhe von einem Meter: 1995 waren es 425 Zentimeter, 2003 schon 450 cm, 2007 wurden 457 cm gemessen. Das gleiche Ergebnis ergab die Nachmessung im Jahr 2012.